# 设置 (Windows)
设置（Windows），原名為“电脑设置”（PC Settings），是一款由微軟公司所開發UWP应用程序，並以系統程序身分裝载于Windows 8、Windows Server 2012之后以及Windows 10 Mobile作業系統之中。因大部分控制面板的操作均可直接在本程序上實現並完成，從而被認為是控制台的替代品。

## 歷史

### Windows Server 2012/Windows 8.X
早在Windows Server 2012和Windows 8中，微軟公司就將其預裝在系統中並稱為“电脑设置”，其主要设计專為触摸设备而优化的简单設置介面，但可操作選項極少。自Windows 8.1作業系統後，程式得到了部分改進並添加更多的操作選項，但大部分選項仍需在原有的控制面板中完成。

### Windows 10及未來
從Windows 10開始，应用程序被重新設計並命名为“设置”，同時可完成大部份在控制面板中所執行的操作，並正逐步替代原有的控制台，最終「設置 (Windows)」UWP程式將完全取代Windows舊有的控制面板。
因为程序本身為通用Windows平台程序，因此，也可在裝載Windows 10 Mobile作業系統上的智能手机和平板电脑中運行並使用。